# Vodice, Lanišće
Vodice (italijansko Vodizze) so naselje v občini Lanišće v Hrvaški Istri. Vas leži takoj za državno mejo med Slovenijo in Hrvaško, ob lokalni cesti Obrov - Buzet, ki pa zaradi odsotnosti mejnega prehoda ni več odprta za promet.

## Demografija
| Pregled števila prebivalcev po letih | Pregled števila prebivalcev po letih | Pregled števila prebivalcev po letih | Pregled števila prebivalcev po letih | Pregled števila prebivalcev po letih | Pregled števila prebivalcev po letih | Pregled števila prebivalcev po letih | Pregled števila prebivalcev po letih | Pregled števila prebivalcev po letih | Pregled števila prebivalcev po letih | Pregled števila prebivalcev po letih | Pregled števila prebivalcev po letih | Pregled števila prebivalcev po letih | Pregled števila prebivalcev po letih | Pregled števila prebivalcev po letih |
| ------------------------------------ | ------------------------------------ | ------------------------------------ | ------------------------------------ | ------------------------------------ | ------------------------------------ | ------------------------------------ | ------------------------------------ | ------------------------------------ | ------------------------------------ | ------------------------------------ | ------------------------------------ | ------------------------------------ | ------------------------------------ | ------------------------------------ |
| 1857                                 | 1869                                 | 1880                                 | 1890                                 | 1900                                 | 1910                                 | 1921                                 | 1931                                 | 1948                                 | 1953                                 | 1961                                 | 1971                                 | 1981                                 | 1991                                 | 2001                                 |
| 529                                  | 531                                  | 526                                  | 576                                  | 611                                  | 503                                  | 493                                  | 1102                                 | 300                                  | 213                                  | 165                                  | 92                                   | 63                                   | 45                                   | 32                                   |